# Place Raymond-Mondon
La place Raymond-Mondon est une voie de Metz en Moselle.

## Situation et accès
C'est une place située à Metz en Moselle.

## Origine du nom
Elle doit son nom actuel à Raymond Mondon (1914-1970), homme politique et maire de Metz de 1947 à 1970. Un monument à sa mémoire y a été inauguré en 1973.

## Historique
Construite au début du XXe siècle en même temps que l’avenue Foch sur laquelle elle débouche, c'est l’ancienne place impériale. 
Elle a été construite en 1904 sur l'ancien fossé des fortifications. Guillaume II y avait fait placer la statue équestre de son père, l’empereur Frédéric III d'Allemagne. Elle est renversée et détruite en 1918, remplacée en 1921 par une statue de Paul Déroulède elle-même détruite en 1940. Les bâtiments qui entourent la place symbolisaient le rayonnement des pouvoirs autour de l’empereur.

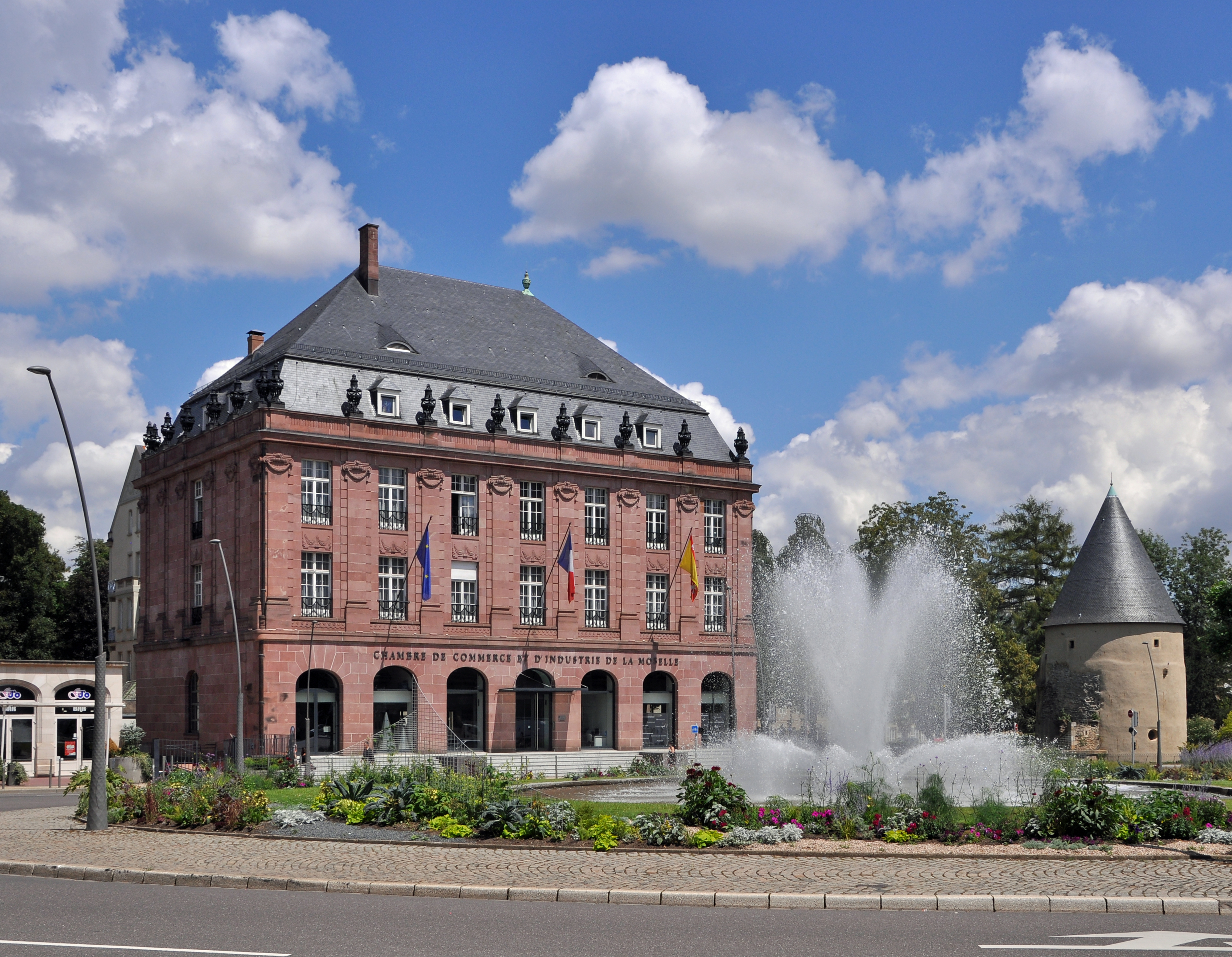
La chambre de commerce et d'industrie de la Moselle avec à droite la tour Camoufle